# Malmgårdsvägen

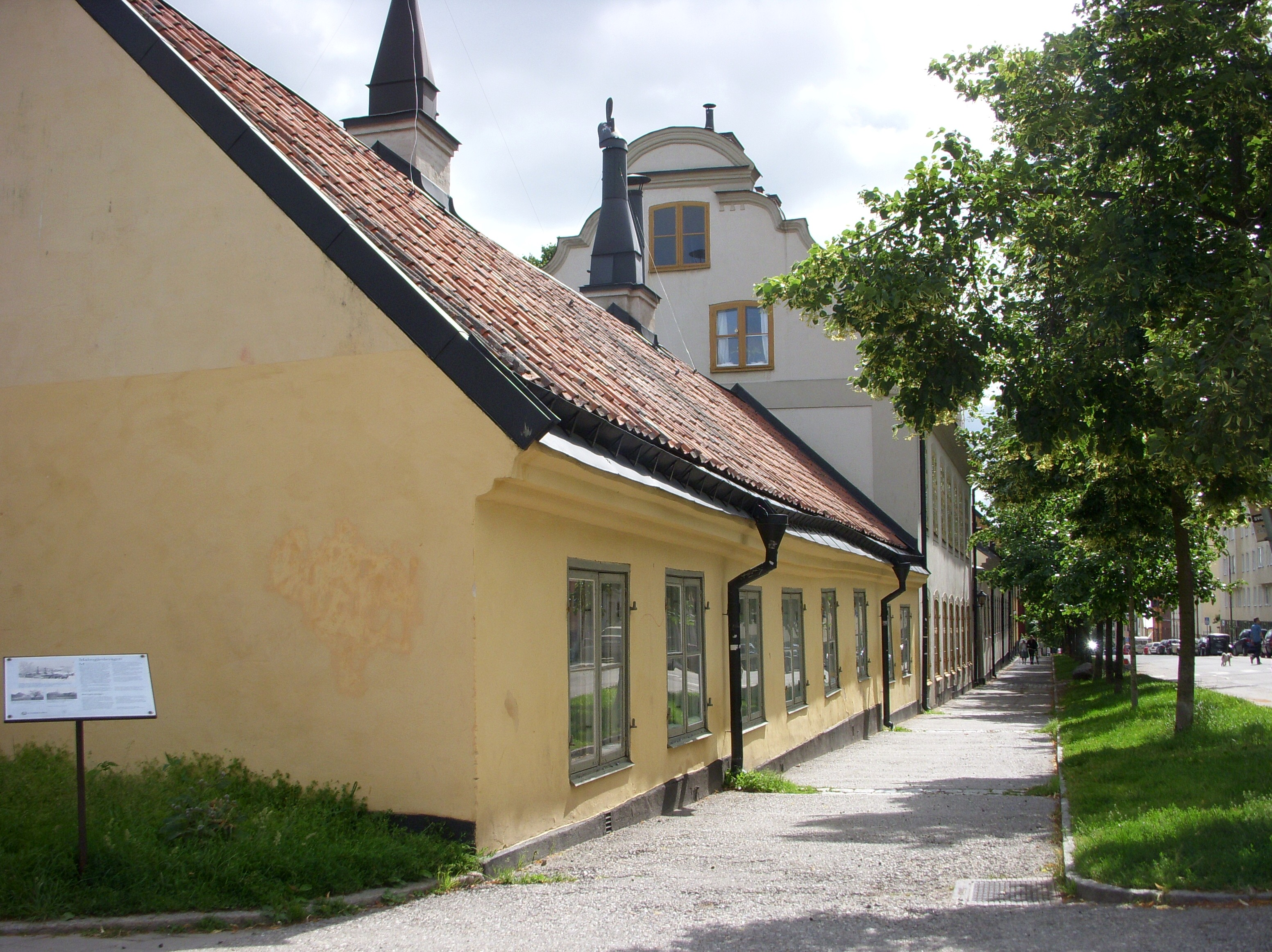
Malmgårdsvägen 55B och 55C, 2009.

Malmgårdsvägen är en gata på östra Södermalm i Stockholm som sträcker sig längs Vita bergens sydvästra sida. Vid Namnrevisionen i Stockholm 1885 fick gatan namnet Vermdögatan, ett namn som dock betraktades som missvisande varför man ersatte det med Malmgårdsvägen 1939.

## Historik

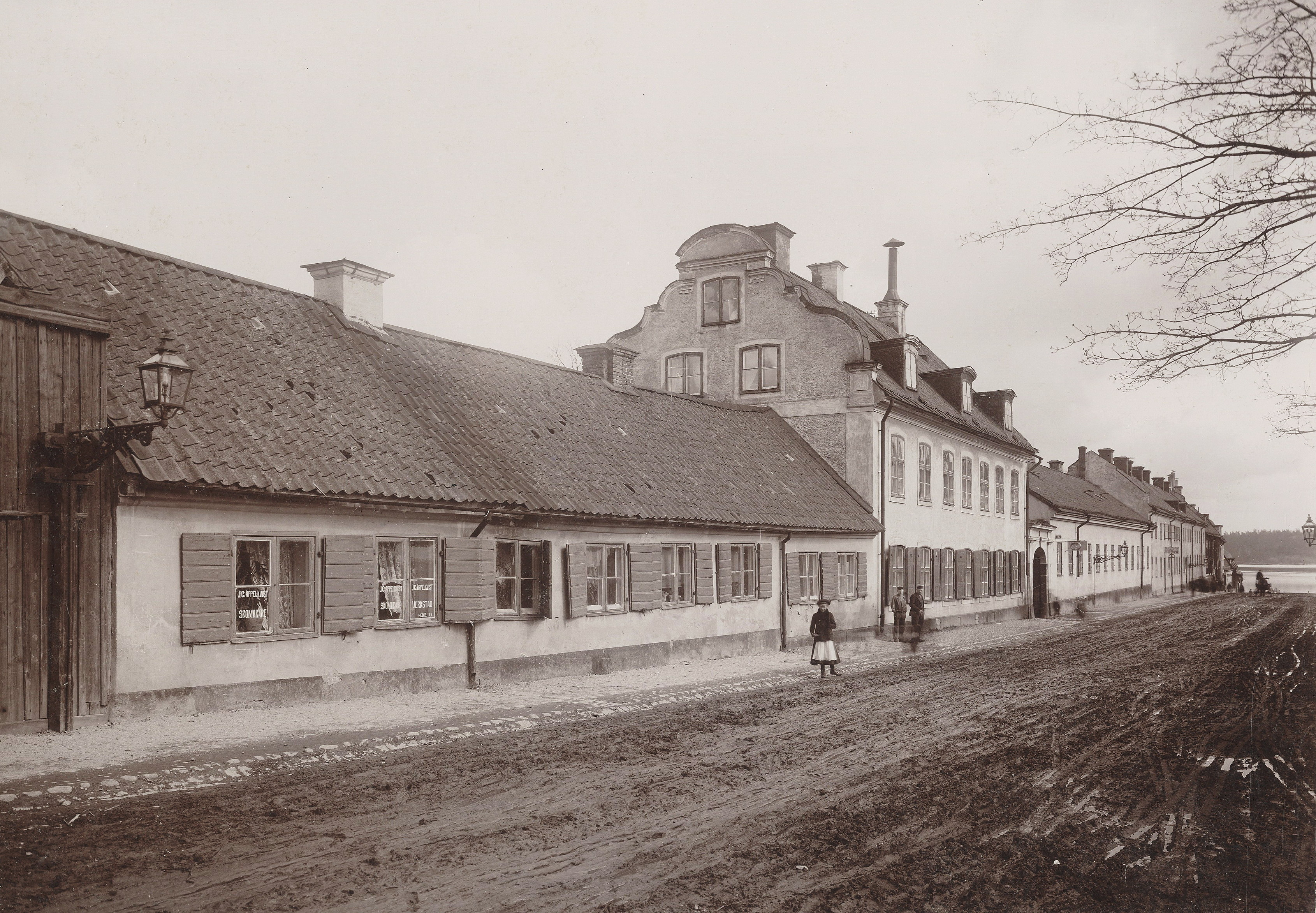
Nuvarande Malmgårdsvägen 55B (närmast) och 55C år 1906.

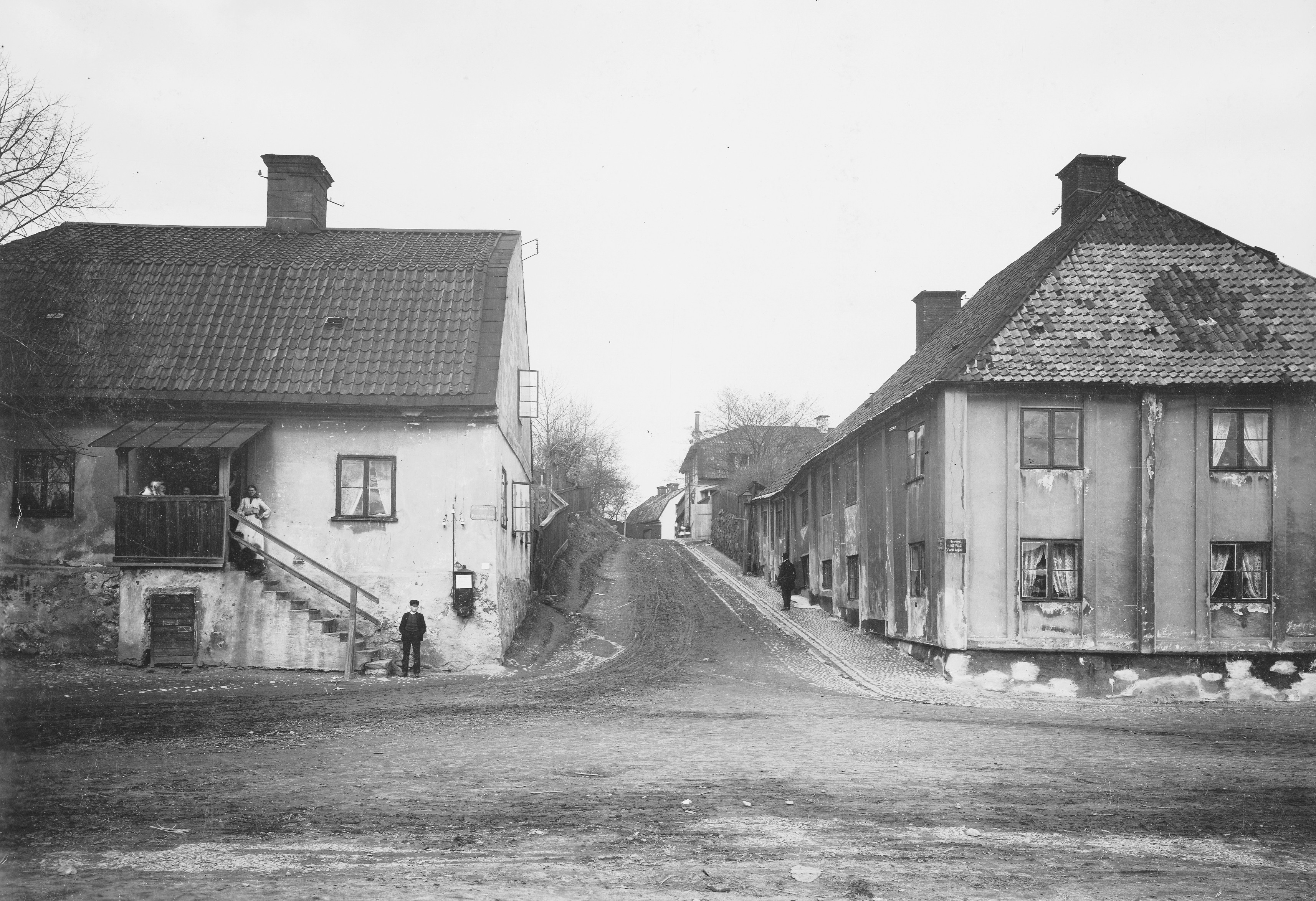
Hammarby tullhuset (t.v.), 1906.

Malmgårdsvägen hette tidigare bland annat Stadsträdgårdsgatan, Wintertullsgatan och Hammarby Tullgatan eftersom den ledde ner till en av Stockholms vintertullar belägen vid Hammarby sjö. Namnet Malmgårdsvägen kommer från Groens malmgård (uttalas “grön”), som köptes i början av 1700-talet av den holländske trädgårdsmästaren Werner Groen. Han anlade norr om gården en stor handelsträdgård. Malmgården finns fortfarande kvar innanför ett rött plank med adress Malmgårdsvägen 53. Det gamla Hammarby tullhuset som låg i hörnet nuvarande Malmgårdsvägen / Ljusterövägen revs dock 1907. 
Den långa raden av låga byggnader längs Malmgårdsvägens norra sida är en väl bevarad industrimiljö från 1700- och 1800-talen. Här fanns bryggeri, slakteri och textilfabriken Barnängens manufaktur. Vid Malmgårdsvägen 55 ligger “Längan”, “Huvudbyggnaden” och “Fabrikshuset”, alla i en lång rad. “Gårdshuset” och “Lusthuset” finns inne på gården. 
Bebyggelsen utgör ett så kallat reservatsområde. Det är en samling byggnader i ett kulturhistoriskt värdefullt område. Husen ägs och förvaltas av AB Stadsholmen. Husen är blåklassade av Stockholms stadsmuseum vilket innebär att deras kulturhistoriska värde av stadsmuseet anses motsvara fordringarna för byggnadsminnen i Kulturmiljölagen.